# Фриден, Андерс
Андерс Фриден (швед. Anders Fridén; родился 25 марта 1973 года в Гётеборге) — вокалист шведской мелодик дэт-группы In Flames (с 1995 года) и группы Passenger.

## Карьера

### Ранняя карьера
Изначально Фриден был вокалистом группы Dark Tranquillity. Он спел на их дебютном альбоме Skydancer, но вскоре после этого покинул группу. Через два года он присоединился к In Flames. По совпадению, Микаель Станне ушёл из In Flames (будучи сессионным музыкантом) в группу Dark Tranquillity и полностью переключился с ритм-гитары на вокал. В то время Андерс был также ведущим вокалистом в другой группе, известной как Ceremonial Oath вместе с основателем In Flames гитаристом Йеспером Стрёмбладом.

### 1995-наше время: In Flames
Фриден впервые записался с In Flames на альбоме 1995 года The Jester Race. Никлас Сундин (из Dark Tranquillity) помогал Андерсу с написанием текстов к альбому Whoracle. В 1999 к альбому Colony, Фриден написал тексты сам, хотя Сундин все же помог ему переведя их со шведского на английский.
Андерс также является вокалистом группы Passenger в качестве сайд-проекта, но, как он недавно заявил, у него очень мало времени на проект, поэтому Passenger простаивает.
Фридена пригласили записать вокал к альбому The Phantom Novels метал-группы Grievance. Его голос ведущий в песнях Atrocity Upon Deceptions, A Devil’s Rhyme и The mask of Sin. Несмотря на то что этот альбом записывался примерно в то же время что и альбом In Flames Reroute to Remain, Андерс на нём больше использует свой низкий гроул, нежели высокий, который он использовал в то время в In Flames.
После выхода в 2002 году Reroute to Remain, образ Фридена сильно изменился. Идеально выбритый подбородок был заменен на бороду, а его длинные волосы заплетены в дреды. Его манера исполнения также изменилась, особенно на последних трех записях. Его низкий харш-гроул перерос в более высокий скрим, который теперь дополняется чистым голосом и множеством слоев бэк-вокала.
Вдобавок к пению, Фриден занимается продюсированием, в частности с его помощью были записаны и проданы альбомы The Undying Darkness группы Caliban и Absolute Design группы Engel в 2007.
В том же 2007 году Андерс Фриден участвовал в записи японского бонус-трека I See The Falling Sky с альбома The Awakening группы Caliban. Также записал голос для песни Dysfunctional Hours для альбома-сборника к 20-летию Nuclear Blast Out of the Dark.
Также он участвовал в написании текстов и записи скрима в песне Self Versus Self, которая представлена на третьем альбоме драм-н-бейс группы Pendulum. В этой записи наряду с Андерсом участвовали его коллеги по In Flames - Бьорн Гелотте и Петер Иверс.
Позднее, летом 2010, Фриден снова изменил свою внешность, решив состричь свои дреды, которые он растил с релиза Reroute to Remain.
В 2024 году Андрес принял участие в записи четвёртого сингла к альбому «Cannibal» датской группы Vola..

## Личная жизнь

### Семья
У Фридена и его жены Хелены Линдхьё (швед. Helena Lindsjö) есть дочь по имени Агнес и сын Эдвин. Также у Андерса есть младший брат Магнус.

### Хобби и интересы
Андерс известен тем, что смотрит очень много фильмов на DVD. Его любимая цитата — «Выиграет тот, у кого к моменту смерти будет больше всех DVD.»
Андерс также коллекционирует виски. В интервью для Metal Hammer, он говорит о том, сколько лет ему понадобилось, чтобы почувствовать вкус хорошего виски, и что «это глупо напиваться хорошим виски — для этого есть много чего другого».
Он болеет за шведский футбольный клуб IFK Göteborg.

## Дискография
Андерс Фриден записывал вокал на всех этих альбомах за исключением тех, где указано иное. 
- 1990 — Septic Broiler — Enfeebled Earth (Демо)
- 1991 — Dark Tranquillity — Trail of Life Decayed (Демо)
- 1992 — Dark Tranquillity — A Moonclad Reflection (Демо)
- 1993 — Dark Tranquillity — Skydancer
- 1995 — Ceremonial Oath — Carpet
- 1996 — In Flames — The Jester Race
- 1997 — In Flames — Black-Ash Inheritance
- 1997 — In Flames — Whoracle
- 1997 — Dimension Zero — Penetrations from the Lost World (сопродюсер)
- 1997 — Opeth — My Arms, Your Hearse (сопродюсер)
- 1997 — Sacrilege — The Fifth Season (звукорежиссёр)
- 1997 — Dark Tranquillity — The Mind's I (молитва в песне «Hedon»)
- 1997 — Misanthrope — Visionnaire (бэк-вокал в песне «Hands of the Pupetters»)
- 1998 — Haddock — Haddock (запись)
- 1998 — Withering Surface — The Nude Ballet (мастеринг)
- 1999 — In Flames — Colony
- 1999 — Grievance — The Phantom Novels (вокал на трех песнях)
- 2000 — Cemetary 1213 — The Beast Divine (вокал в песне «AntiChrist 3000»)
- 2000 — In Flames — Clayman
- 2000 — Raise Hell — Not Dead Yet (сопродюсер)
- 2000 — Dark Tranquillity — Haven (звукорежиссёр)
- 2001 — In Flames — The Tokyo Showdown
- 2001 — Madrigal — I Die, You Soar (продюсер, запись)
- 2002 — In Flames — Reroute To Remain
- 2002 — Dimension Zero — Silent Night Fever (сопродюсер)
- 2003 — In Flames — Trigger
- 2003 — Passenger — Passenger
- 2003 — Dimension Zero — This Is Hell (сопродюсер)
- 2003 — Deathstars — Synthetic Generation (звукорежиссёр, запись)
- 2003 — Burst — Prey on Life (продюсер)
- 2004 — In Flames — Soundtrack to Your Escape
- 2004 — Caliban — The Opposite from Within (продюсер)
- 2005 — In Flames — Used & Abused In Live We Trust
- 2006 — In Flames — Come Clarity
- 2006 — Caliban — The Undying Darkness (продюсер)
- 2007 — Caliban — The Awakening (вокал в песне «I See The Falling Sky»)
- 2007 — Engel — Absolute Design (продюсер)
- 2007 — Nuclear Blast All-Stars — Nuclear Blast All-Stars: Out of the Dark (Вокал в песне «Dysfunctional Hours»)
- 2007 — The Destiny Program — Subversive Blueprint (продюсер)
- 2008 — In Flames — A Sense of Purpose
- 2010 — Pendulum — Immersion — (вокал в песне «Self Versus Self»)
- 2011 — In Flames — Sounds of a Playground Fading
- 2014 — In Flames — Siren Charms
- 2016 — In Flames — Battles
- 2019 — In Flames — I, the Mask
- 2023 — In Flames — Foregone